# Koto Kandis
Koto Kandis is een bestuurslaag in het regentschap Tanjung Jabung Timur van de provincie Jambi, Indonesië. Koto Kandis telt 1934 inwoners (volkstelling 2010).